# Strandsporre
Den här sidan handlar om växten, för naturbildningen, se Strandsporre (geografi).
Strandsporre (Linaria odora) är en grobladsväxtart som först beskrevs av Friedrich August Marschall von Bieberstein, och fick sitt nu gällande namn av Fischer. Enligt Catalogue of Life och Dyntaxa  ingår strandsporre i släktet sporrar och familjen grobladsväxter. Arten har ej påträffats i Sverige. Inga underarter finns listade i Catalogue of Life.

## Bildgalleri

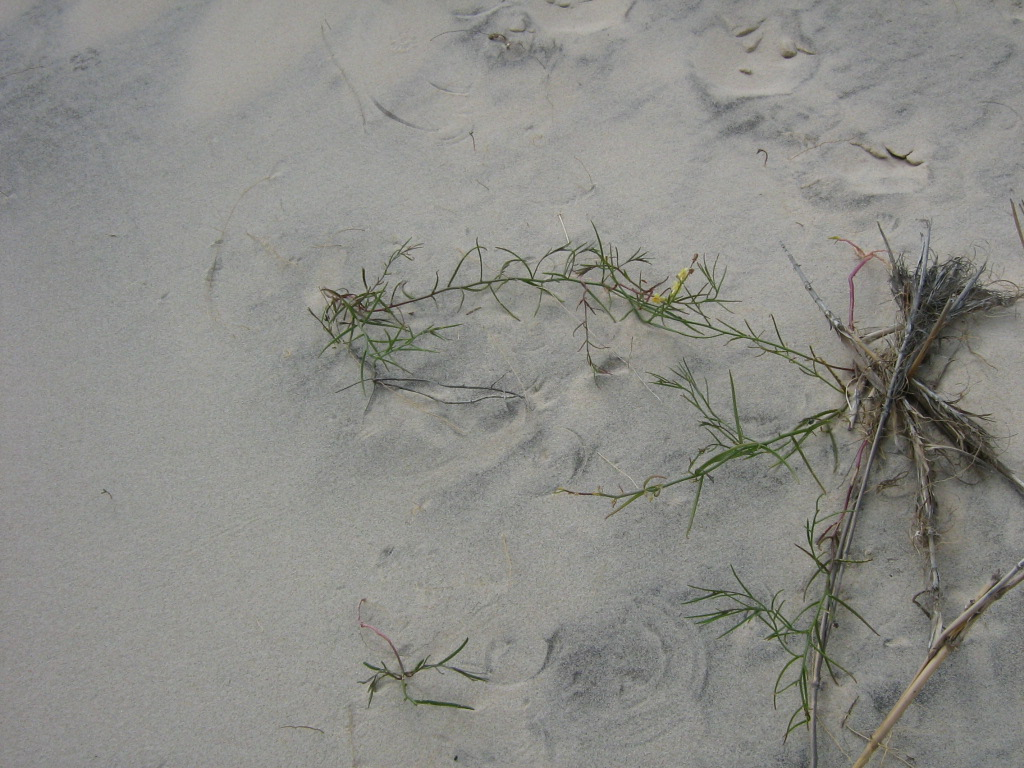
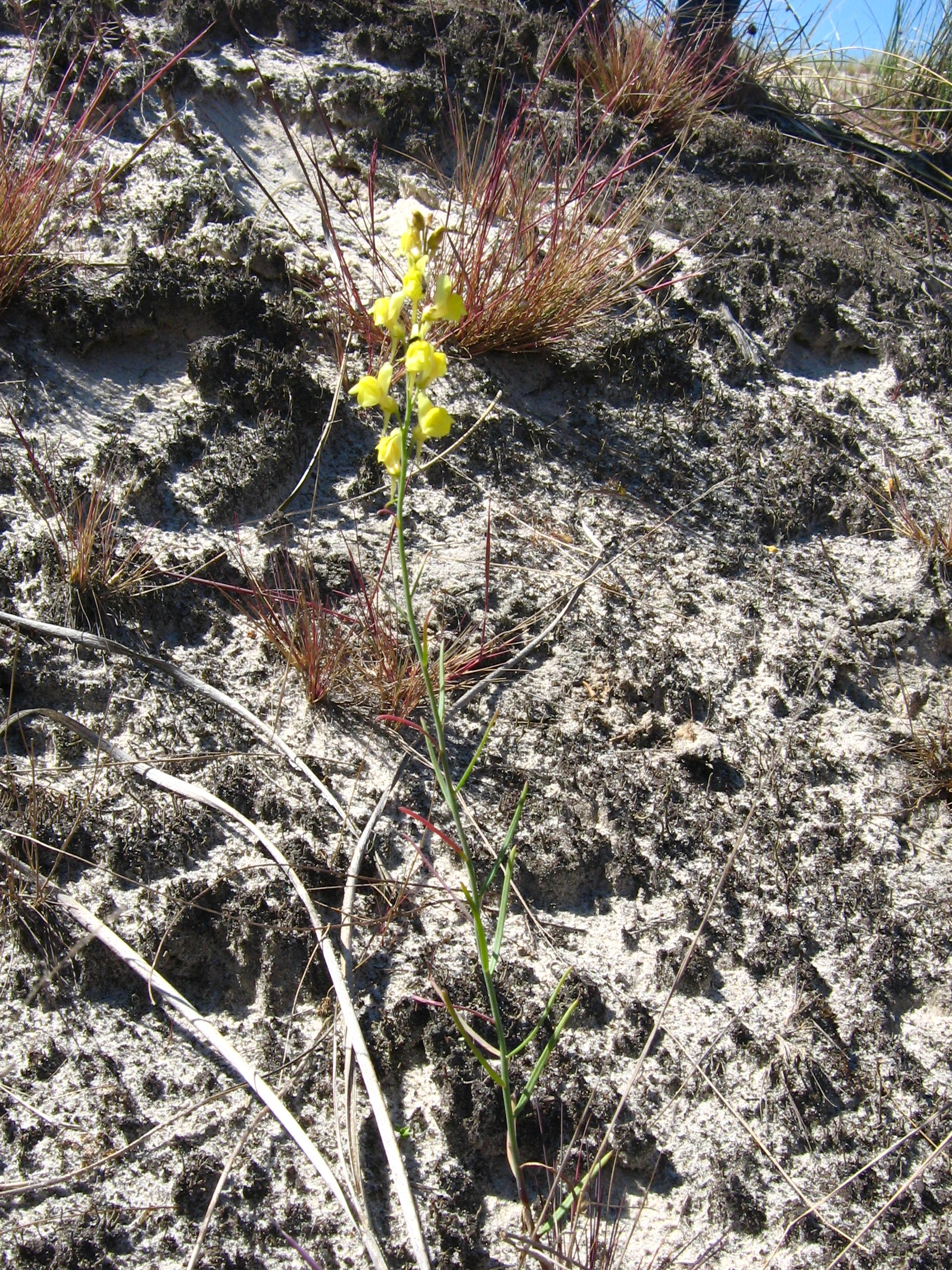